# Districte de Tiruchirappal·li
El districte de Tiruchirappal·li (en tàmil திருச்சிராப்பள்ளி மாவட்டம்; nom obsolet en anglès Trichinopoly) és una divisió administrativa de Tamil Nadu a l'Índia, amb capital a la ciutat de Tiruchirappal·li o "Trichy". La superfície és de 4.403,83 km² i la població (cens del 2001) de 2.418.366 habitants.

## Administració
El tres nivells d'administració disposen de les següents entitats: A nivell fiscal:
- 3 Subdivisions fiscals (Tiruchirappal·li, Lalgudi i Musiri), 8 taluks, 41 firkes i 507 poblacions de recaptació. Els 8 taluks són:
- Tiruchirappal·li
- Srirangam
- Manapparai
- Lalgudi
- Manachanallur
- Musiri
- Thottiyam
- Thuraiyur

A nivell local una corporació municipal (Tiruchirappal·li), 3 municipalitats (Manapparai, Srirangam i Thuraiyur), 14 unions, 17 assemblees urbanes, i 408 assemblees de pobles rurals
I a nivell de desenvolupament 14 blocs (blocks):
- Uppiliapuram
- Tattayangarpetai
- Turaiyur o Thuraiyur
- Thottiam o Thottiyam
- Musiri
- Manachanallur
- Pullambadi
- Lalgudi
- Andanallur
- Thiruverambur
- Manikandam
- Vaiyamopatti
- Manapparai
- Marungapuri

## Història
El suburbi d'Uraiyur a Trichinopoly fou la capital dels coles, esmentada a les inscripcions d'Asoka al segle iii aC i per Claudi Ptolemeu al segle ii. La capital al segle xi era Gangaikondapuram també al districte, on es conserve un esplèndid temple.
A la meitat del segle xiii el districte va passar als hoysales ballales de Dorasamudra i poc després als pandyes de Madurai que van conservar la zona fins al segle xiv quan el territori fou assolat pel musulmà Malik Kafur, enviat pel sulta Ala al-Din Muhammad Shah I Khalji (1296-1316) de Delhi. Vers el 1372 va passar a mans del regne hindú de Vijayanagar, i quan aquest es va enfonsar després de la batalla de Talikota el 1565 no va tardar a passar a mans dels nayaks de Madura, nominals feudataris de Vijayanagar.
Es diu que el segon nayak, Visvanatha Nayaka, hauria fundat la fortalesa i gran part de la ciutat de Trichinopoly; a la meitat del segle xvii Chokkanatha Nayaka, va traslladar la capital des de Madura a Trichinopoly on va edificar el conegut com "Palau del Nawab" utilitzant en gran part materials del palau de Madura construït pel seu avi Tirumala Nayaka. El darrer nayak va morir infant el 1732 i les disputes al tron que van seguir foren aprofitades pel nawab d'Arcot, i el seu gendre i diwan, Chanda Sahib, es va acabar apoderant de Trichinopoly i va empresonar el 1736 a la reina Minakshi, que es va suïcidar. L'altre pretendent Bangaru Tirumala va intentar resistir i va demanar ajut als marathes, que van ocupar Trichinopoly el 1741 però la van cedir al raja maratha de Gooty Morari Rao.
El 1744 el subadar del Decan, el nizam d'Hyderabad, va envair el Carnàtic i va expulsar els marathes de Trichinopoly que va ocupar i va nomenar a Anwar al-Din com a nawab d'Arcot o Carnàtic. Bangaru va acabar mort (vers 1745) a mans d'Anwar al-Din Muhammad Khan nawab d'Arcot (1744-1749) i el seu fill Vijayakumara va fugir a Sivaganga, on ell i els seus descendents van viure obscurament. Durant les guerres carnàtiques entre 1749 i 1761 Trichinopoly fou assetjada diverses vegades, primer el 1751 quan Muhammad Ali, el fill d'Anwar al-Din, aliat als britànics, fou atacat per Chanda Sahib, pretendent al càrrec de nawab, aliat als francesos; hi va haver diversos enfrontaments a Srirangam i als pobles a la carretera entre Trichinopoly i Chennai, operacions en les quals va jugar part important Robert Clive, i finalment Chanda Sahib i els francesos foren derrotats; la segona vegada fou el 1753 quan Nanja Raj, general de Mysore que ajudava als britànics i a Muhammad Ali en les darreres operacions, va reclamar Trichinopoly com a recompensa, al·legant que li havia estat promesa per un tractat secret amb Muhammad Ali; els britànics van rebutjar la reclamació i Nanja Raj va assetjar la ciutat i la va voler reduir per la fam; el major Lawrence va anar en ajut de la ciutat; mentre els francesos havien reforçat la seva posició i van enviar a Dupleix que va sortir de Srirangam, va creuar el Cauvery i va acampar a la plana de la moderna Fakir's Rock on fou atacat per Lawrence i derrotat, en la batalla anomenada de Golden Rock; Lawrence es va dirigir a Tanjore per reunir reforços dels marathes i en tornar va trobar que els francesos tenien bloquejada la ciutat de Trichinopoly per tots costats; Lawrence va forçar una batalla general i va obtenir la victòria en una batalla anomenada de Sugar-loaf Rock; el tercer setge fou el 1756 quan es va reprendre la guerra i els francesos manats per D'Auteuil van intentar conquerir Trichinopoly; el capità Calliaud va anar en ajut de al ciutat a marxes forçades des de Madura i va impedir els plans francesos. El darrer setge fou el 1759 quan un destacament enviat per Lally va ocupar Srirangam; Lally fou derrotat a Wandiwash i l'intent sobre Trichinopoly es va frustrar de moment i definitivament al començament del 1761 quan Pondicherry va caure en mans britàniques. El tractat de París (1763) va fixar els termes de la pau reconeixent a Muhammad Ali com a nawab d'Arcot o Carnàtic i Trichinopoly com a part dels seus dominis.
El 1768 Haidar Ali de Mysore va assolar el territori; el 1780 quan es va reprendre la guerra, Haidar va atacar Trichinopoly però derrotat el 1781 a Porto Nova es va haver de retirar. El seu fill Tipu Sultan va fer un darrer atac el 1790 que no va reeixir.
El 1781 el nawab va assignar els ingressos del Carnàtic incloent Trichinopoly, als britànics i es van nomenar superintendents britànics per controlar la recaptació; el 1792 els drets cedits foren retornats al nawab però Trichinopoly va continuar sota control d'oficials britànics i el 1801 la regió fou cedida pel nawab a la Companyia Britànica de les Índies Orientals amb la resta del Carnàtic i va formar el districte.
El 1901 el districte tenia 9.407 km². El seu nom derivava de la capital el qual al seu torn volia dir "Ciutat de Trisira" (El dimoni -rakshasa- de tres caps germà de Ravana el malvat del Ramayana). Entre el seu relleu cal esmentar els Pachaimalais (Muntanyes Verdes) al nord-oest; com a rius el Cauvery i el Coleroon. El formaven 937 ciutats i pobles. La població era:
- 1871: 1.200.408
- 1881: 1.215.033
- 1891: 1.372.717
- 1901: 1.444.770

A efectes administratius estava dividit en 3 subdivisions i 5 talukes:
- Musiri
  - Musiri
  - Kulittalai (capital: Jeyamkondacholapuram)
- Trichinopoly
  - Trichinopoly
- Ariyalar
  - Udaiyarpalaiyam
  - Perambalur

La capital era Trichinopoly (població 104.721 habitants) i la segona ciutat Srirangam (23.039). El 92% de la població era hindú, el 3% musulmans i el 5% cristians. La llengua general era el tàmil (84%) seguida del telugu (12%) i el canarès (2%). Les castes eren els kurumbes, pallis, paraiyans, ambalakarans, vellales i pallans. El 73% de la població vivia de l'agricultura.
La taluka de Trichinopoly tenia una superfície de 1.404 km² i una població el 1901 de 382.091 habitants, amb capital a Trichinopoly i amb altres 193 poblacions incloent la municipalitat de Srirangam.

## Arqueologia
- Kistvaens prehistòrics a Perambalur
- Imatges budistes a Udaiyarpalaiyam, Kulittalai, Perambalur i Trichinopoly
- Palayasengadam, un llogaret amb unes ruïnes suposadament d'una antiga capital cola, contracció de Palaya Jeyamkondacholapuram (Vella Ciutat dels Victoriosos Coles)
- Temples a Trichinopoly, Srirangam, Jambukeswaram, Gangaikondapuram i Samayapuram,
- Palau del zamindar d'Udaiyarpalaiyam.